# Aminagad
Aminagad là một thị trấn thuộc talukl Hungund, huyện Bagalkot, bang Karnataka, Ấn Độ.